# Kärlek i tjugonde seklet
Kärlek i tjugonde seklet är en diktsamling av Hjalmar Gullberg från 1933. Många av dikterna handlar om just kärlek, och det finns även flera syftningar på den klassiska antikens värld. 
Diktsamlingen inleds med den långa dikten Kärleksroman, i vilken den gammaldags romantiska synen på kärlek mellan man och kvinna ställs mot en ny tids rationella syn på sexualitet och krav på "fri kärlek". Andra kända dikter ur samlingen är Mannens ögon och Kyssande vind - och så diktsviten Förklädd gud, tonsatt av Lars-Erik Larsson.